# Quittengo
Quittengo was een gemeente in de Italiaanse provincie Biella (regio Piëmont) en telde op 31 december 2015 210 inwoners. De oppervlakte bedraagt 8,0 km², de bevolkingsdichtheid was 26 inwoners per km². Per 1 januari 2016 zijn Quittengo en de buurgemeente San Paolo Cervo opgegaan in de gemeente Campiglia Cervo.

## Demografie
Quittengo telde ongeveer 122 huishoudens. Het aantal inwoners daalde in de periode 1991-2001 met 5,9% volgens cijfers uit de tienjaarlijkse volkstellingen van ISTAT.
| Jaar | Inwoneraantal |
| ---- | ------------- |
| 1991 | 253           |
| 2001 | 238           |
| 2004 | 221           |
| 2015 | 210           |

## Geografie
Quittengo grensde aan de volgende gemeenten: Campiglia Cervo, Mosso, Sagliano Micca, San Paolo Cervo en Veglio.
Ailoche · Andorno Micca · Benna · Biella · Bioglio · Borriana · Brusnengo · Callabiana · Camandona · Camburzano · Campiglia Cervo · Candelo · Caprile · Casapinta · Castelletto Cervo · Cavaglià · Cerreto Castello · Cerrione · Coggiola · Cossato · Crevacuore · Crosa · Curino · Donato · Dorzano · Gaglianico · Gifflenga · Graglia · Lessona · Magnano · Massazza · Masserano · Mezzana Mortigliengo · Miagliano · Mongrando · Mosso · Mottalciata · Muzzano · Netro · Occhieppo Inferiore · Occhieppo Superiore · Pettinengo · Piatto · Piedicavallo · Pollone · Ponderano · Portula · Pralungo · Pray · Quaregna · Ronco Biellese · Roppolo · Rosazza · Sagliano Micca · Sala Biellese · Salussola · Sandigliano · Selve Marcone · Soprana · Sordevolo · Sostegno · Strona · Tavigliano · Ternengo · Tollegno · Torrazzo · Trivero · Valdengo · Vallanzengo · Valle Mosso · Valle San Nicolao · Veglio · Verrone · Vigliano Biellese · Villa del Bosco · Villanova Biellese · Viverone · Zimone · Zubiena · Zumaglia